# Siège de Gibraltar (1316)
Pour l’article homonyme, voir Siège de Gibraltar.

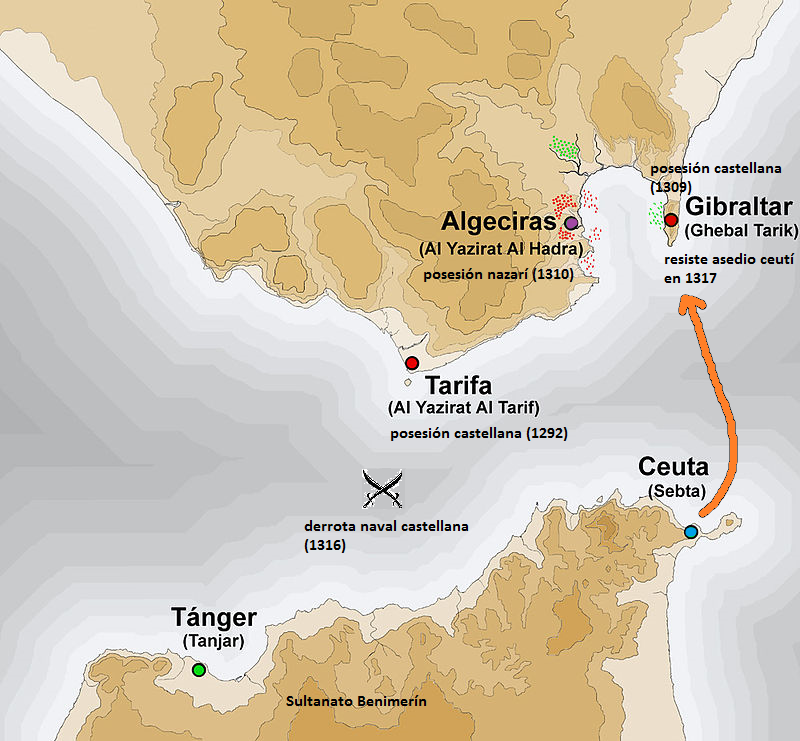
Image du départ des troupes de siège jusqu'à Gibraltar.

Le deuxième siège de Gibraltar était une tentative avortée en 1315 par l'Émirat de Grenade pour reprendre Gibraltar, qui était tombée aux mains de Ferdinand IV de Castille en 1309 lors du premier siège de Gibraltar. Le siège a été précipité par le renversement en 1314 de Abu al-Juyuch Nasr, le sultan de Grenade par son neveu Ismaïl Ier de Grenade. Le nouveau sultan a déclaré le djihad contre les princes chrétiens de la péninsule ibérique en 1315 et a commencé à assiéger Gibraltar..
Alors que les forces de Ismaïl Ier de Grenade assiégeaient Gibraltar, les forces du Royaume de Castille sous le commandement du prince régent Pierre de Castille - qui exercent l'autorité au nom du jeune roi Alphonse XI de Castille- ont entrepris un raid en profondeur dans Grenade pour piller et détruire les riches terres agricoles de l'émirat. Quand les nouvelles de l'état de siège sont parvenues a Pierre à Cordoue, il a quitté son armée et est allé à Séville pour organiser les forces navales et terrestres de lever le blocus nasride. Le siège semble avoir pris fin sans un combat lorsque les Nasrides se retirèrent à l'approche des armées castillanes. Pierre s'est ensuite rendu à son armée à Cordoue pour continuer le siège de Grenade.